# Sportovní lezení na světových hrách
Sportovní lezení na Světových hrách bylo pořádáno od roku 2005, jako samostatná soutěž pro muže i ženy v lezení na obtížnost, na rychlost a od roku 2017 také v boulderingu. Závody probíhaly dvoukolově (jen semifinále a finále), u rychlosti vyřazovací pavouk. Světové hry se konají každé čtyři roky, pro sporty, které nejsou zahrnuty v programu Olympijských her (sportovní lezení je od roku 2020 na programu LOH).

## Historie
- 25.11.2002: Mezinárodní horolezecká federace (UIAA) se stala členem Mezinárodní asociace Světových her (IWGA) na 36. kongresu GAISF (nově SportAccord) v Colorado Springs, sportovní lezení měl tehdy na starosti UIAA ICC (The UIAA's International Council for Competition Climbing). Podle generálního sekretáře UIAA Reinderta Lenselinka to byl první krok k dlouhé cestě sportovního lezení mezi olympijské sporty.[1]
- duben 2007: odtržení Mezinárodní federace sportovního lezení (IFSC) od UIAA.
- květen 2007: IFSC se stala členem IWGA.

Na letních olympijských hrách se sportovní lezení objevilo jako kombinace tří disciplín (rychlost + bouldering + obtížnost) od roku 2020 v Tokiu (konaly se až v roce 2021), rozhodl o tom mezinárodní olympijský výbor během LOH 2016 v Riu de Janeiru.

## Dějiště
| Rok  | Datum                   | Hry           | Město     | Země      | Disciplíny | Disciplíny | Disciplíny |
| Rok  | Datum                   | Hry           | Město     | Země      | obtížnost  | rychlost   | bouldering |
| ---- | ----------------------- | ------------- | --------- | --------- | ---------- | ---------- | ---------- |
| 2005 | 14. — 24. července      | VII. SH 2005  | Duisburg  | Německo   | •          | •          |            |
| 2009 | 16. — 26. července      | VIII. SH 2009 | Kao-siung | Tchaj-wan | •          | •          |            |
| 2013 | 25. července — 4. srpna | IX. SH 2013   | Cali      | Kolumbie  | •          | •          |            |
| 2017 | 21. — 23. července      | X. SH 2017    | Vratislav | Polsko    | •          | •          | •          |

## Výsledky mužů

### Obtížnost
| rok  | zlato                    | stříbro                       | bronz             | další pořadí | finále | semi | počet |
| ---- | ------------------------ | ----------------------------- | ----------------- | ------------ | ------ | ---- | ----- |
| 2005 | Patxi Usobiaga Lakunza   | Alexandre Chabot Tomáš Mrázek | —                 | —            | ?      | 8    | 8     |
| 2009 | Sači Amma                | Patxi Usobiaga Lakunza        | Romain Desgranges | —            | 8      | 9    | 9     |
| 2013 | Ramón Julián Puigblanque | Jakob Schubert                | Magnus Midtboe    | —            | 8      | 17   | 17    |
| 2017 | Keiičiró Korenaga        | Júki Hada                     | Sean McColl       | —            | 8      | 10   | 10    |

### Rychlost
| rok  | zlato                     | stříbro                | bronz                  | další pořadí   | finále | semi | počet |
| ---- | ------------------------- | ---------------------- | ---------------------- | -------------- | ------ | ---- | ----- |
| 2005 | Alexandr Pěšechonov       | Sergej Sinicyn         | Jevgenij Vajcechovskij | —              | 4/8    | 8    | 8     |
| 2009 | Čung Čchi-sin             | Jevgenij Vajcechovskij | Maksym Stenkovyj       | —              | 4/8    | 9    | 9     |
| 2013 | Dmitrij Timofejev         | Stanislav Kokorin      | Čung Čchi-sin          | 5. Libor Hroza | 4/8    | 18   | 18    |
| 2017 | Reza Alipourshenazandifar | Danyjil Boldyrev       | Stanislav Kokorin      | 8. Libor Hroza | 4/8    | 12   | 12    |

### Bouldering
| rok  | zlato          | stříbro   | bronz         | další pořadí | finále | semi | počet |
| ---- | -------------- | --------- | ------------- | ------------ | ------ | ---- | ----- |
| 2017 | Jošijuki Ogata | Jan Hojer | Alexej Rubcov | —            | 6      | 12   | 12    |

## Výsledky žen

### Obtížnost
| rok  | zlato          | stříbro        | bronz                  | další pořadí | finále | semi | počet |
| ---- | -------------- | -------------- | ---------------------- | ------------ | ------ | ---- | ----- |
| 2005 | Angela Eiter   | Natalija Gros  | Marietta Uhden         | —            | ?      | 8    | 8     |
| 2009 | Maja Vidmar    | Kim Ča-in      | Caroline Ciavaldini    | —            | 8      | 10   | 10    |
| 2013 | Mina Markovič  | Kim Ča-in      | Dinara Fachritdinovová | —            | 8      | 18   | 18    |
| 2017 | Anak Verhoeven | Janja Garnbret | Julia Chanourdie       | —            | 8      | 11   | 11    |

### Rychlost
| rok  | zlato               | stříbro            | bronz            | další pořadí | finále | semi | počet |
| ---- | ------------------- | ------------------ | ---------------- | ------------ | ------ | ---- | ----- |
| 2005 | Anna Stenkovaja     | Olena Repko        | Taťjana Rujgová  | —            | 4/8    | 8    | 8     |
| 2009 | Che Cchuej-lien     | Che Cchuej-fang    | Olga Morozkinová | —            | 4/8    | 11   | 11    |
| 2013 | Alina Gajdamakinová | Marija Krasavinová | Julija Kaplinová | —            | 4/8    | 17   | 17    |
| 2017 | Julija Kaplinová    | Anouck Jaubert     | Anna Cyganovová  | —            | 4/8    | 12   | 12    |

### Bouldering
| rok  | zlato      | stříbro     | bronz        | další pořadí | finále | semi | počet |
| ---- | ---------- | ----------- | ------------ | ------------ | ------ | ---- | ----- |
| 2017 | Staša Gejo | Miho Nonaka | Fanny Gibert | —            | 6      | 11   | 11    |

## Nejúspěšnější závodníci
V obtížnosti získaly u žen medaile vždy Slovinky, v rychlosti u mužů i žen ruští reprezentanti. Z domácích závodníků získala medaili pouze Marietta Uhden v roce 2005. Jedinou českou medaili přivezl Tomáš Mrázek.

### Muži
- Patxi Usobiaga Lakunza (2):  2005;  2009 — obtížnost
- Čung Čchi-sin (2):  2009;  2013 — rychlost
- Jevgenij Vajcechovskij (2):  2005;  2009 — rychlost
- Stanislav Kokorin (2):  2009;  2013 — rychlost

### Ženy
- Kim Ča-in (2):  2009, 2013 — obtížnost

### Čtyřnásobná nominace
- Ramón Julián Puigblanque (6,5,,9-10)
- Kim Ča-in (5,,,4)

### České nominace
- 2005: Tomáš Mrázek obtížnost (2.)
- 2013: Adam Ondra obtížnost (odmítl účast)
- 2013: Libor Hroza rychlost (5.)
- 2017: Adam Ondra obtížnost a bouldering (odmítl účast)
- 2017: Libor Hroza rychlost (8.)
- ženy bez účasti

### Čeští Mistři a medailisté
| Hry     | Disciplína | Lezec/lezkyně | Zlato | Stříbro          | Bronz |
| ------- | ---------- | ------------- | ----- | ---------------- | ----- |
| SH 2005 | Obtížnost  | Tomáš Mrázek  |       | Stříbrná medaile |       |

### Medaile podle zemí
| Pořadí | Země        | 2005 | 2009 | 2013 | 2017 | celkem |
| ------ | ----------- | ---- | ---- | ---- | ---- | ------ |
| 1.     | Rusko       | 5    | 2    | 6    | 4    | 17     |
| 2.     | Francie     | 1    | 2    |      | 3    | 6      |
| 3.     | Japonsko    |      | 1    |      | 4    | 5      |
| 4.     | Čína        |      | 3    | 1    |      | 4      |
| 4.     | Slovinsko   | 1    | 1    | 1    | 1    | 4      |
| 6.     | Španělsko   | 1    | 1    | 1    |      | 3      |
| 6.     | Ukrajina    | 1    | 1    |      | 1    | 3      |
| 8.     | Rakousko    | 1    |      | 1    |      | 2      |
| 8.     | Jižní Korea |      | 1    | 1    |      | 2      |
| 8.     | Německo     | 1    |      |      | 1    | 2      |
| 11.    | Česko       | 1    |      |      |      | 1      |
| 11.    | Norsko      |      |      | 1    |      | 1      |
| 11.    | Belgie      |      |      |      | 1    | 1      |
| 11.    | Írán        |      |      |      | 1    | 1      |
| 11.    | Srbsko      |      |      |      | 1    | 1      |
| 11.    | Kanada      |      |      |      | 1    | 1      |
| 16     | celkem      | 12   | 12   | 12   | 18   | 36     |

### Vítězové podle zemí
| Pořadí | Země      | 2005 | 2009 | 2013 | 2017 | celkem |
| ------ | --------- | ---- | ---- | ---- | ---- | ------ |
| 1.     | Rusko     | 2    |      | 2    | 1    | 5      |
| 2.     | Japonsko  |      | 1    |      | 2    | 3      |
| 3.     | Španělsko | 1    |      | 1    |      | 2      |
| 3.     | Čína      |      | 2    |      |      | 2      |
| 3.     | Slovinsko |      | 1    | 1    |      | 2      |
| 6.     | Rakousko  | 1    |      |      |      | 1      |
| 6.     | Belgie    |      |      |      | 1    | 1      |
| 6.     | Írán      |      |      |      | 1    | 1      |
| 6.     | Srbsko    |      |      |      | 1    | 1      |
| 9      | celkem    | 4    | 4    | 4    | 6    | 12     |